# Oligocentria brunneipennis
Oligocentria brunneipennis är en fjärilsart som beskrevs av William James Kaye 1922. Oligocentria brunneipennis ingår i släktet Oligocentria och familjen tandspinnare. Inga underarter finns listade i Catalogue of Life.